# Ducula oceanica
Ducula oceanica là một loài chim trong họ Columbidae.